# Senglacial tid
Senglacial tid är ett ej formaliserat uttryck för tiden från den begynnande isavsmältningen för cirka 16 000 år sedan (Äldsta dryas) under slutet av Istiden fram till slutet av Yngre dryas då isranden bröt upp från den mellansvenska israndzonen. Den följs av postglacial tid (holocen) för cirka 12 000 år sedan. 